# Louis Blenker
Louis Blenker (31 juillet 1812 - 31 octobre 1863) est un soldat allemand et américain.

## Vie en Allemagne
Il naît à Worms, dans le département du Mont-Tonnerre. Après avoir été formé à l'orfèvrerie par un oncle à Kreuznach, il est envoyé à l'école polytechnique de Munich. Contre les souhaits de sa famille, il s'engage dans un régiment d'Uhlan, régiment qui accompagne Otto en Grèce en 1832. En raison de sa bravoure, il devient rapidement officier. Une révolte en Grèce l'oblige à quitter l'armée, avec une libération honorable, en 1837. Il étudie la médecine à Munich, puis, à la demande de ses parents, ouvre une entreprise de négoce de vins à Worms. Il se marie aussi. En 1848, il devint colonel dans la milice de Worms. Une grande majorité des citoyens souhaite qu'il devienne maire de Worms, mais le ministre libéral Jaup échoue à le confirmer en raison des intrigues du parti d'opposition. Cela le conduit à rejoindre le parti révolutionne allemand de 1848, et quand la révolution éclate à Baden, il commande un corps d'insurgés, malgré le peu de perspectives de succès. Il est remarqué par les deux camps pour son intrépidité. Sa femme l'accompagne lors de ses campagnes. En tant que commandant de la Freischaren (corps franc), il prend Ludwigshafen (10 mai 1849), il occupe la ville de Worms, et mène  une attaque infructueuse sur Landau. Lorsque les troupes prussiennes entrent dans le Palatinat du Rhin, il combat lors de plusieurs engagements à Bade, mais après la répression de la révolution il est contraint de fuir avec d'autres meneurs révolutionnaires comme Germain Metternich, Ludwig Bamberger, et Franz Zitz vers la Suisse, d'où il émigre aux États-Unis.

## Vie aux États-Unis

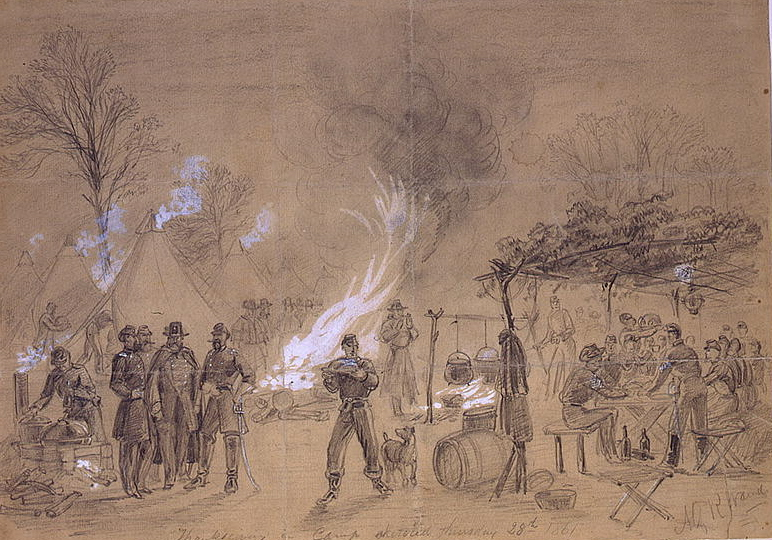
Thanksgivins dans le camp du général Louis Blenker

À son arrivée aux États-Unis, il s'installe dans une ferme, dans l'État de New York, et dirige une petite entreprise. Lors de l'éclatement de la guerre de Sécession, il organise le 8th New York Volunteer Infantry Regiment, dont il devient le colonel. Il est remarqué pour sa couverture de la retraite à Bull Run et pour sa performance en Virginie occidentale lors de la bataille de Cross Keys. Pour sa bravoure à Bull Run, il est promu brigadier général des volontaires.
Mais après Cross Keys, une série de défaillances affecte son commandement, la principale accusation portant sur la négligence à l'égard du ravitaillement. Il y a aussi des allégations d'irrégularités financières. Dans une lettre à l'Illinois Staatszeitung, Gustav Struve défend Blenker sur ce point, c'est-à-dire à propos de charges sur le fait qu'il aurait obtenu 100 dollars par mois de chacun des cantiniers avec lesquels il a pris une licence pour le service de ses troupes. Mais les accusations persistent. Des histoires apparaissent dans la presse germanophone et dans le New York Tribune accusant les troupes de Blenker de pillage de denrées alimentaires dans la campagne et de vol d'objets sans valeur militaire. Blenker est défendu par le New Yorker Criminal Zeitung und Belletristisches Journal, et certains éditeurs suggèrent que Carl Schurz tente de remplacer Blenker.
Blenker a aussi l'amour du faste. Lorsque McClellan devient général de l'armée du Potomac, Blenker conduit une procession à son quartier général. Cependant, il y a des témoignages crédibles de ses capacités d'organisation, et personne ne doute de son courage. Néanmoins, son commandement devient connu pour le nombre de nobles étrangers dans ses rangs, le point culminant étant atteint lorsque le Prince Félix de Salm-Salm rejoint ses rangs, un affront pour les républicains comme Karl Heinzen et Struve. Struve, également membre du corps de Blenker, démissionne, et Heinzen publie des protestations dans son journal, le Pionier.
Les allégations atteignent le département de la Guerre, et lorsque sa nomination comme général arrive au sénat pour être confirmée, plusieurs sénateurs les reprennent : finances douteuses, hiérarchies de commandement et distinctions plus appropriées pour l'Europe que pour les États-Unis, exploitation de ses troupes à travers les cantiniers. Alexander Schimmelfennig, un autre officier, fait référence à lui comme un « flemmard », et il y a beaucoup de controverses entre les partisans de Schurz, Blenker et Franz Sigel. Blenker est finalement confirmé en tant que général, mais sa carrière est ruinée.
Bientôt, il est remplacé par Sigel. Il quitte le service le 31 mars 1863, et meurt en octobre de blessures subies lors de son commandement à Warrenton, en Virginie, en laissant derrière lui sa femme, son fils et trois filles dans les circonstances les plus difficiles. Blenker meurt dans la pauvreté et il n'y a pas de preuve qu'il ait profité due commerce des cantiniers. Certains membres de son état-major sont néanmoins condamnés pour des irrégularités financières. McClellan continue à avoir de l'estime de lui en tant qu'officier.